# اروس پیزانو
اروس پیزانو (انگلیسی: Eros Pisano؛ زادهٔ ۳۱ مارس ۱۹۸۷) بازیکن فوتبال اهل ایتالیا است.
از باشگاه‌هایی که در آن بازی کرده‌است می‌توان به باشگاه فوتبال هلاس ورونا، باشگاه فوتبال پیزا، باشگاه فوتبال جنوآ، باشگاه فوتبال پالرمو، و باشگاه فوتبال وارزه اشاره کرد.
وی همچنین در تیم ملی فوتبال Italy U-20 Serie C بازی کرده‌است.